# Coordination des mouvements et Front patriotique de résistance
La Coordination des mouvements et Front patriotique de résistance (CM-FPR) est une coordination de mouvements armés actifs pendant la guerre du Mali.

## Historique
La CM-FPR est formée le 21 juillet 2012 et rassemble Ganda Koy, Ganda Izo et les Forces de libération des régions Nord du Mali (FLN), dont les combattants sont surtout issus des communautés noires, principalement, Peuls et Songhaïs.
La branche politique de Ganda Izo est présidée par Mohamed Attaib Boubacar Sidibé. Ganda Izo est allié au Groupe autodéfense touareg Imghad et alliés (GATIA) et à l'aile loyaliste du Mouvement arabe de l'Azawad (MAA). Cette alliance a été formalisée  par la plateforme du 24 juin 2014 signé à Alger. Ganda Izo est le Mouvement des communautés noires le plus actif sur le terrain.
Cependant une partie du mouvement, appelée la CM-FPR2, rallie les rebelles de la Coordination des mouvements de l'Azawad (CMA).
De mai à juillet 2014, le CM-FPR allié au GATIA et au MAA loyaliste, affronte les rebelles du MNLA, du HCUA et du MAA dans les environs de Tabankort et Anéfis, dans la région de Gao. Le 27 avril 2015, le Mouvement Ganda Izo, GATIA et MAA ont délogé le MNLA et ses alliés de la ville de Menaka, environ 300 km de Gao,,,,,,.

## Effectifs
Début 2016, lors de la mise en place du cantonnement des combattants dans le cadre de l'Accord d'Alger, le CM-FPR déclare disposer de 20 000 hommes, cependant dans un rapport rédigé en mars 2016, la MINUSMA estime que le CM-FPR compte en réalité entre 1 000 et 3 000 combattants. Les forces du CM-FPR2, intégré dans la CMA, compteraient quant à elles 700 à 800 hommes.